# Wanda von Gaschin
Wanda von Gaschin, właśc. Wanda Malwina von Gaschin von und zu Rosenberg (ur. 7 grudnia 1837 w Żyrowej, zm. 30 sierpnia 1908 w Krowiarkach) – hrabianka, Dama Orderu Gwiaździstego Krzyża.

## Życiorys
Urodziła się 7 grudnia 1837 w Żyrowej jako córka hrabiego Amanda von Gaschina i Franciszki Nimfa von Gaschin-Rosenberg. 15 maja 1856 w Krowiarkach poślubiła hrabiego Hugona II Henckel von Donnersmarck. 19 lutego 1857 w Siemianowicach na świat przyszło ich pierwsze dziecko – syn Hugon III, a 3 lipca 1858 pierwsza córka – Sara. W 1879 odziedziczyła po swojej matce, hrabinie Franciszce von Gaschin-Rosenberg majątki wokół Kietrza, Krowiarek i Makowa. W 1900 z majątków tych utworzono fideikomis. Zmarła 30 sierpnia 1908 w Krowiarkach. Pochowana wraz z mężem w mauzoleum rodowym w Krowiarkach.

## Życie prywatne
Z małżeństwa Hugona II i Wandy pochodziło sześcioro dzieci. Jego dziećmi byli:
- Hugo III Amand Łazarz Artur (ur. 19 lutego 1857 w Siemianowicach, zm. 11 czerwca 1923 w Krowiarkach) – poślubił 14 sierpnia 1882 Annę von Fabrice
- Sara Laura Fanny Pamela Wanda (ur. 3 lipca 1858 w Siemianowicach, zm. 4 maja 1934 w Dreźnie) – niezamężna
- Edgar Hugo Łazarz Maria (ur. 17 lipca 1859 w Siemianowicach, zm. 14 maja 1939 w Krowiarkach) – poślubił 23 października 1894 księżną Karoliną zu Windisch-Grätz
- Ellinor Waleska Wanda Laura Fanny (ur. 1 lutego 1864 w Siemianowicach, zm. 24 września 1884 w Krowiarkach) – niezamężna
- Małgorzata Luiza Laura Fanny Wanda Regina (ur. 21 lutego 1871 w Dreźnie, zm. 17 maja 1943 w Ramingstein) – poślubiła 18 lipca 1900 w Krowiarkach hrabiego Sándora Szapáry
- Irmgard Maria Laura Fanny Wanda Waleska (ur. 21 maja 1872  w Dreźnie, zm. 4 marca 1940 w Monachium) – poślubiła 14 lutego 1901 w Krowiarkach Eberharda von Pach, małżeństwo to było bezpotomne

## Genealogia
| Dziadkowie                                                            | hrabia Leopold Armand von Gaschin (1790–1848) ∞ hrabina Ernestyna Strachwitz von Gross-Zauche (1790–1836)                            | hrabia Leopold Armand von Gaschin (1790–1848) ∞ hrabina Ernestyna Strachwitz von Gross-Zauche (1790–1836)                            | hrabia Leopold Armand von Gaschin (1790–1848) ∞ hrabina Ernestyna Strachwitz von Gross-Zauche (1790–1836)                            | hrabia Leopold Armand von Gaschin (1790–1848) ∞ hrabina Ernestyna Strachwitz von Gross-Zauche (1790–1836)                            | Jan Stanisław Sumiński (1786–1839) ∞ Julia Józefa z Dąmbskich (1792–1863)                                                            | Jan Stanisław Sumiński (1786–1839) ∞ Julia Józefa z Dąmbskich (1792–1863)                                                            | Jan Stanisław Sumiński (1786–1839) ∞ Julia Józefa z Dąmbskich (1792–1863)                                                            | Jan Stanisław Sumiński (1786–1839) ∞ Julia Józefa z Dąmbskich (1792–1863)                                                            |
| Rodzice                                                               | hrabia Amand Leopold von Gaschin von und zu Rosenberg (1815–1866) ∞1837 hrabianka Franciszka Nimfa von Gaschin-Rosenberg (1817–1879) | hrabia Amand Leopold von Gaschin von und zu Rosenberg (1815–1866) ∞1837 hrabianka Franciszka Nimfa von Gaschin-Rosenberg (1817–1879) | hrabia Amand Leopold von Gaschin von und zu Rosenberg (1815–1866) ∞1837 hrabianka Franciszka Nimfa von Gaschin-Rosenberg (1817–1879) | hrabia Amand Leopold von Gaschin von und zu Rosenberg (1815–1866) ∞1837 hrabianka Franciszka Nimfa von Gaschin-Rosenberg (1817–1879) | hrabia Amand Leopold von Gaschin von und zu Rosenberg (1815–1866) ∞1837 hrabianka Franciszka Nimfa von Gaschin-Rosenberg (1817–1879) | hrabia Amand Leopold von Gaschin von und zu Rosenberg (1815–1866) ∞1837 hrabianka Franciszka Nimfa von Gaschin-Rosenberg (1817–1879) | hrabia Amand Leopold von Gaschin von und zu Rosenberg (1815–1866) ∞1837 hrabianka Franciszka Nimfa von Gaschin-Rosenberg (1817–1879) | hrabia Amand Leopold von Gaschin von und zu Rosenberg (1815–1866) ∞1837 hrabianka Franciszka Nimfa von Gaschin-Rosenberg (1817–1879) |
| Wanda Malwina (1837–1908), hrabianka von Gaschin von und zu Rosenberg | | | | | | | | |